# Janowiec-Leśniki
Janowiec-Leśniki – osada w Polsce położona w województwie warmińsko-mazurskim, w powiecie nidzickim, w gminie Janowiec Kościelny.
W latach 1975–1998 miejscowość administracyjnie należała do województwa olsztyńskiego.
W okresie międzywojennym w miejscowości stacjonowała placówka Straży Celnej „Leśniki”.